# Monimolita
La monimolita és un mineral de la classe dels òxids. Rep el nom del grec μόυĭμος, estable, en al·lusió a la dificultat amb què es descompon químicament.

## Característiques
La monimolita és un òxid de fórmula química Pb₂Sb5+
2O₇. Cristal·litza en el sistema isomètric. La seva duresa a l'escala de Mohs es troba entre 4,5 i 6. És pràcticament idèntica a l'oxiplumboromeïta, i és per aquest motiu que necessita ser revisada. Segons Hålenius i Bosi (2013), la monimolita s'hauria de desacreditar com a espècie valida.
Segons la classificació de Nickel-Strunz, la monimolita pertany a «04.DH: Òxids amb proporció Metall:Oxigen = 1:2 i similars, amb cations grans (+- mida mitjana); plans que comparteixen costats d'octàedres» juntament amb els següents minerals: brannerita, ortobrannerita, thorutita, kassita, lucasita-(Ce), bariomicrolita, bariopiroclor, betafita, bismutomicrolita, calciobetafita, ceriopiroclor, cesstibtantita, jixianita, hidropiroclor, natrobistantita, plumbopiroclor, plumbomicrolita, plumbobetafita, estibiomicrolita, estronciopiroclor, estanomicrolita, estibiobetafita, uranpiroclor, itrobetafita, itropiroclor, fluornatromicrolita, bismutopiroclor, hidrokenoelsmoreïta, bismutostibiconita, oxiplumboromeïta, cuproromeïta, stetefeldtita, estibiconita, rosiaïta, zirconolita, liandratita, petscheckita, ingersonita i pittongita.

## Formació i jaciments
Es tracta d'un mineral secundari que es produeix en les venes de calcita en dipòsits de ferro i manganès, i a les zones oxidades dels dipòsits polimetàl·lics. Va ser descoberta a la mina Harstigen, a la localitat de Pajsberg, dins el districte de Persberg, a Filipstad (Värmland, Suècia). També ha estat descrita a Långban, una zona minera propera a la localitat tipus, així com al Kazakhstan i a l'estat nord-americà d'Utah.